# 오비초등학교
오비초등학교는 대한민국 경상남도 거제시에 있는 공립 초등학교이다.

## 학교 연혁
- 1945년 5월 5일: 오비초등학교 설립인가
- 1945년 6월 8일: 개교

## 참고 자료
- 오비초등학교 - 한국교육학술정보원 학교알리미